# Пјевеквинта (Форли-Чезена)
Пјевеквинта (итал. Pievequinta) је насеље у Италији у округу Форли-Чезена, региону Емилија-Ромања.
Према процени из 2011. у насељу је живело 408 становника. Насеље се налази на надморској висини од 17 м.